# Mimeure
Mimeure és un municipi francès, situat al departament de la Costa d'Or i a la regió de Borgonya - Franc Comtat. L'any 2007 tenia 261 habitants.

## Demografia

### Població
El 2007 la població de fet de Mimeure era de 261 persones. Hi havia 106 famílies, de les quals 29 eren unipersonals (29 dones vivint soles i 29 dones vivint soles), 33 parelles sense fills, 33 parelles amb fills i 11 famílies monoparentals amb fills.
La població ha evolucionat segons el següent gràfic:
Habitants censats

### Habitatges
El 2007 hi havia 126 habitatges, 108 eren l'habitatge principal de la família, 13 eren segones residències i 5 estaven desocupats. 118 eren cases i 6 eren apartaments. Dels 108 habitatges principals, 93 estaven ocupats pels seus propietaris, 12 estaven llogats i ocupats pels llogaters i 4 estaven cedits a títol gratuït; 1 tenia una cambra, 5 en tenien dues, 15 en tenien tres, 27 en tenien quatre i 61 en tenien cinc o més. 86 habitatges disposaven pel capbaix d'una plaça de pàrquing. A 46 habitatges hi havia un automòbil i a 53 n'hi havia dos o més.

### Piràmide de població
La piràmide de població per edats i sexe el 2009 era:
| Homes | Edats   | Dones |
| ----- | ------- | ----- |
| 0     | 95 o +  | 0     |
| 4     | 90 a 94 | 0     |
| 0     | 85 a 89 | 4     |
| 0     | 80 a 84 | 0     |
| 0     | 75 a 79 | 0     |
| 4     | 70 a 74 | 0     |
| 12    | 65 a 69 | 0     |
| 12    | 60 a 64 | 24    |
| 0     | 55 a 59 | 12    |
| 8     | 50 a 54 | 16    |
| 12    | 45 a 49 | 8     |
| 16    | 40 a 44 | 12    |
| 0     | 35 a 39 | 8     |
| 4     | 30 a 34 | 0     |
| 8     | 25 a 29 | 4     |
| 16    | 20 a 24 | 4     |
| 4     | 15 a 19 | 8     |
| 8     | 10 a 14 | 8     |
| 0     | 5 a 9   | 4     |
| 0     | 0 a 4   | 8     |

## Economia
El 2007 la població en edat de treballar era de 162 persones, 129 eren actives i 33 eren inactives. De les 129 persones actives 122 estaven ocupades (61 homes i 61 dones) i 9 estaven aturades (5 homes i 4 dones). De les 33 persones inactives 14 estaven jubilades, 6 estaven estudiant i 13 estaven classificades com a «altres inactius».

### Ingressos
El 2009 a Mimeure hi havia 115 unitats fiscals que integraven 288 persones, la mediana anual d'ingressos fiscals per persona era de 17.668 €.

### Activitats econòmiques
Dels 17 establiments que hi havia el 2007, 3 eren d'empreses de fabricació d'altres productes industrials, 6 d'empreses de construcció, 2 d'empreses de comerç i reparació d'automòbils, 1 d'una empresa d'hostatgeria i restauració, 1 d'una empresa financera, 1 d'una empresa immobiliària, 1 d'una empresa de serveis, 1 d'una entitat de l'administració pública i 1 d'una empresa classificada com a «altres activitats de serveis».
Dels 9 establiments de servei als particulars que hi havia el 2009, 1 era un taller de reparació d'automòbils i de material agrícola, 1 autoescola, 2 paletes, 1 guixaire pintor, 3 lampisteries i 1 perruqueria.
L'any 2000 a Mimeure hi havia 11 explotacions agrícoles que ocupaven un total de 625 hectàrees.

## Poblacions més properes
El següent diagrama mostra les poblacions més properes.